# Alpina argentea
Alpina argentea är en fjärilsart som beskrevs av Sp. Schneid. 1893. Alpina argentea ingår i släktet Alpina och familjen mätare. Inga underarter finns listade i Catalogue of Life.